# کیانگارا
کیانگارا (به لاتین: Kiangara) یک منطقهٔ مسکونی در ماداگاسکار است که در آنالامانگا واقع شده‌است. کیانگارا ۱۸٬۱۹۷ نفر جمعیت دارد و ۸۹۵ متر بالاتر از سطح دریا واقع شده‌است.